# Shannon-Nationalpark

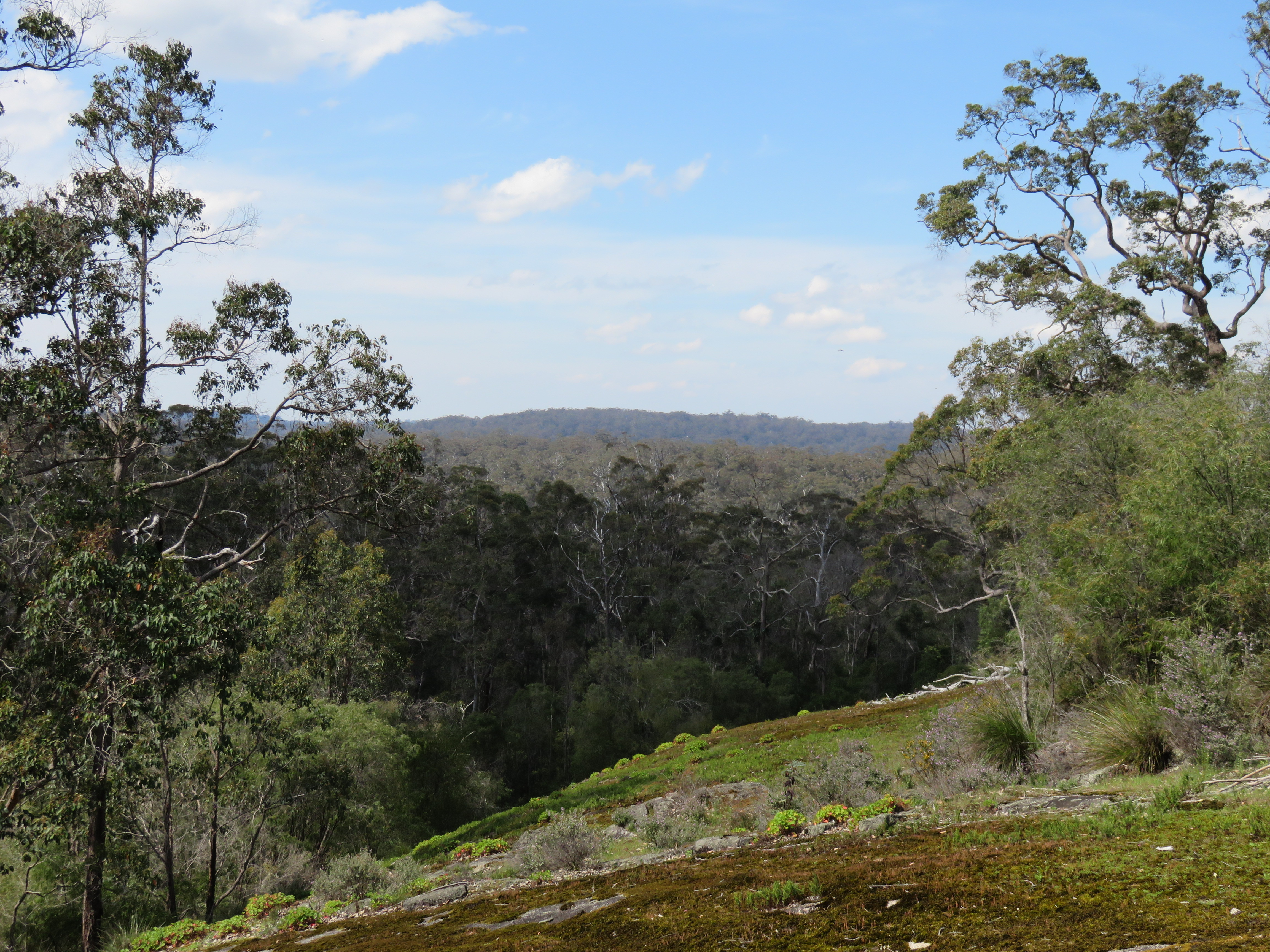
Mokare's Rock im Shannon National Park (Walpole Wilderness), 2015

Der Shannon-Nationalpark ist ein 530 km² großer Park im Südwesten von Western Australia, Australien.

## Lage
Der Park liegt 55 km südlich von Manjimup und 68 km nordöstlich von Walpole am South Western Highway. Er umfasst den Oberlauf des Shannon River von seiner Quelle an etwa 50 km flussabwärts. Der Unterlauf mit der Mündung in den Südlichen Ozean liegen im angrenzenden D’Entrecasteaux-Nationalpark.

## Geschichte
Wegen seiner Unzugänglichkeit war das Gebiet rund um den Shannon River eines der letzten, das zum Holzeinschlag freigegeben wurde. Bis in die 1940er-Jahre war die Gegend vom Menschen nahezu unberührt. Erst dann führte die Holzknappheit, bedingt durch den Zweiten Weltkrieg, dazu, dass ein Sägewerk errichtet wurde. Noch heute kann man Spuren des alten Sägewerks – es wurde 1968 geschlossen und abgerissen – und der umliegenden Häuser in der Nähe des Besucherzentrums und des Campingplatzes sehen. Die alten Holzfällerstraßen dienen heute als Straßen und Wanderwege. Der Nationalpark wurde im Dezember 1988 gegründet.

## Flora und Fauna
Trotz des Holzeinschlags gibt es Altbestände von Karribäumen (Eucalyptus diversicolor), die neben Jarrah- (Eucalyptus marginata) und Marribäumen (Corymbia calophylla) vor allem im Nordteil des Parks wachsen. Weiter südlich herrschen alte Jarrahwälder, Banksien, Heidelandschaft und Feuchtgebiete vor.
Im Shannon-Nationalpark leben 20 Säugetier-, mindestens 120 Vogel-, 28 Reptilien- und 15 Amphibienarten.